# Subsecretaría de Relaciones Económicas Internacionales (Chile)
La Subsecretaría de Relaciones Económicas Internacionales (más conocida por su acrónimo, SUBREI) es una subsecretaría de Estado chilena, dependiente del Ministerio de Relaciones Exteriores, que tiene por objetivo desarrollar la política de relaciones económicas internacionales del Gobierno de Chile. Desde el 10 de marzo de 2023, la subsecretaria es Claudia Sanhueza Riveros, bajo el gobierno de Gabriel Boric.
Entre sus principales tareas está la coordinación de los acuerdos comerciales bilaterales, la participación de Chile en foros y organismos multilaterales —como APEC, OCDE, OMC y OMPI— y la promoción de las exportaciones a través de la Dirección General de Promoción de Exportaciones (ProChile).
Al no existir en Chile un Ministerio de Comercio, el subsecretario de Relaciones Económicas Internacionales representa a Chile en las reuniones ministeriales multilaterales.

## Historia

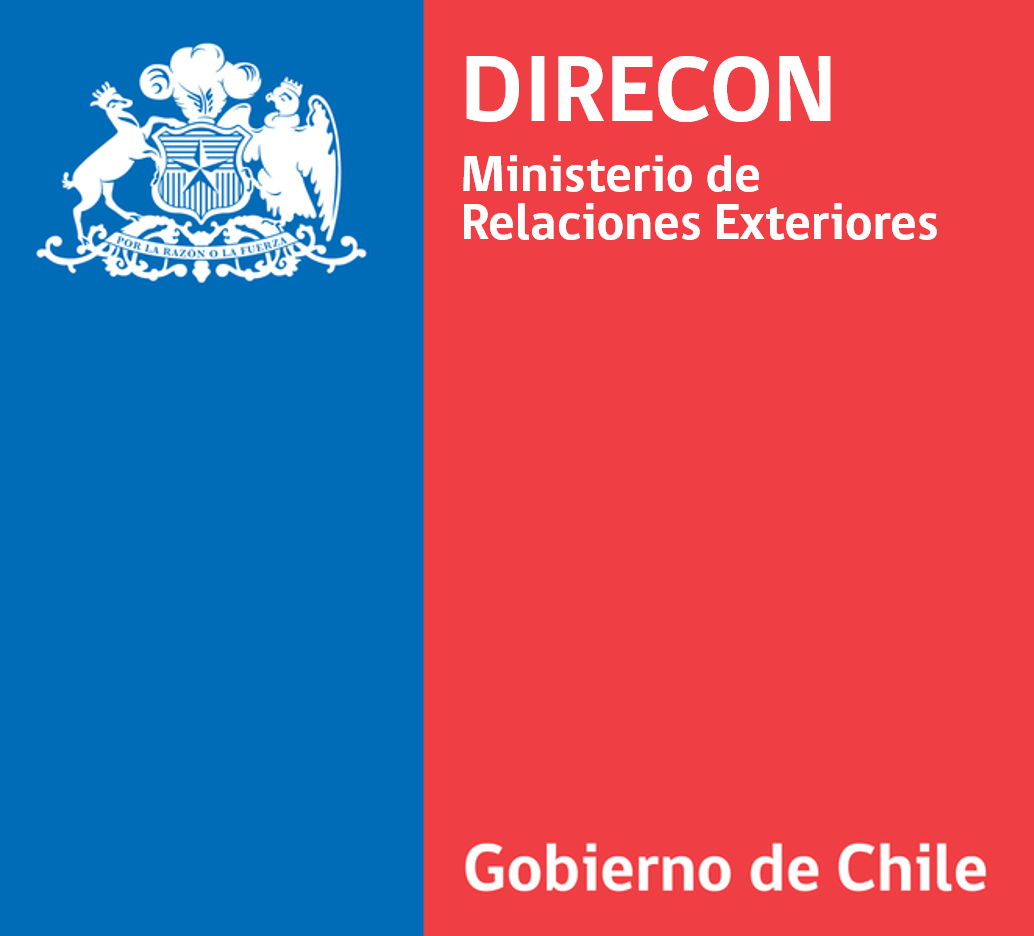
Logotipo oficial de la Direcon usado por el Gobierno de Chile entre 2010 y 2019.

Fue creada como Dirección General de Relaciones Económicas Internacionales (Direcon) por el Decreto Ley 53 del 10 de enero de 1979, por la fusión de la Secretaría Ejecutiva para los Asuntos de la Asociación Latinoamericana de Libre Comercio (ALALC), la Dirección General Económica del Ministerio de Relaciones Exteriores y el Instituto de Promoción de Exportaciones de Chile (ProChile).
La Direcon se convirtió en la Subsecretaría de Relaciones Económicas Internacionales (Subrei) por la Ley N° 21.080 del 20 de marzo de 2018, y entró en vigencia el 1 de julio de 2019, aunque fue lanzada oficialmente una semana después, el 8 de julio.

## Lista de autoridades

### Directores generales de Relaciones Económicas Internacionales (1979-2019)
| Titular                       | Partido | Inicio                  | Final                    | Presidente/a               |
| ----------------------------- | ------- | ----------------------- | ------------------------ | -------------------------- |
| Juan Manuel Casanueva Prendez | Ind.    | 29 de enero de 1979     | 30 de agosto de 1979     | Augusto Pinochet Ugarte    |
| Andrés Concha Rodríguez       | Ind.    | 1 de septiembre de 1979 | 30 de septiembre de 1984 | Augusto Pinochet Ugarte    |
| Guillermo Lunecke Brauning    | Ind.    | 1 de febrero de 1985    | 2 de febrero de 1988     | Augusto Pinochet Ugarte    |
| Juan Manuel Casanueva Prendez | Ind.    | 1 de abril de 1988      | 10 de marzo de 1990      | Augusto Pinochet Ugarte    |
| Augusto Aninat Solar          | PDC     | 11 de marzo de 1990     | 15 de octubre de 1991    | Patricio Aylwin Azócar     |
| Eduardo Moyano Berríos        | PDC     | 16 de octubre de 1991   | 10 de marzo de 1994      | Patricio Aylwin Azócar     |
| Juan Salazar Sparks           | PDC     | 11 de marzo de 1994     | 19 de abril de 1995      | Eduardo Frei Ruiz-Tagle    |
| Carlos Mladinic Alonso        | PDC     | 19 de abril de 1995     | 27 de septiembre de 1996 | Eduardo Frei Ruiz-Tagle    |
| Juan Gabriel Valdés Soublette | PS      | 1 de noviembre de 1996  | 22 de junio de 1999      | Eduardo Frei Ruiz-Tagle    |
| Alejandro Jara Puga           | PRSD    | 22 de junio de 1999     | 11 de marzo de 2000      | Eduardo Frei Ruiz-Tagle    |
| Osvaldo Rosales Villavicencio | Ind.    | 11 de marzo de 2000     | 30 de noviembre de 2004  | Ricardo Lagos Escobar      |
| Carlos Furche Guajardo        | PS      | 1 de diciembre de 2004  | 11 de marzo de 2006      | Ricardo Lagos Escobar      |
| Carlos Furche Guajardo        | PS      | 11 de marzo de 2006     | 11 de marzo de 2010      | Michelle Bachelet Jeria    |
| Jorge Bunster Betteley        | Ind.    | 11 de marzo de 2010     | 3 de abril de 2012       | Sebastián Piñera Echenique |
| Álvaro Jana Linetzky          | Ind.    | 25 de junio de 2012     | 11 de marzo de 2014      | Sebastián Piñera Echenique |
| Andrés Rebolledo Smitmans     | PS      | 11 de marzo de 2014     | 19 de octubre de 2016    | Michelle Bachelet Jeria    |
| Paulina Nazal Aranda          | Ind.    | 24 de octubre de 2016   | 11 de marzo de 2018      | Michelle Bachelet Jeria    |
| Rodrigo Yáñez Benítez         | Ind.    | 11 de marzo de 2018     | 30 de junio de 2019      | Sebastián Piñera Echenique |

### Subsecretarios de Relaciones Económicas Internacionales (2019-actualidad)
| Retrato | Subsecretario              | Partido | Inicio              | Final               | Presidente                 |
| ------- | -------------------------- | ------- | ------------------- | ------------------- | -------------------------- |
|         | Rodrigo Yáñez Benítez      | Ind.    | 1 de julio de 2019  | 11 de marzo de 2022 | Sebastián Piñera Echenique |
|         | José Miguel Ahumada Franco | Ind.    | 11 de marzo de 2022 | 10 de marzo de 2023 | Gabriel Boric Font         |
|         | Claudia Sanhueza Riveros   | FA      | 10 de marzo de 2023 | En el cargo         | Gabriel Boric Font         |